# Honda XRV 750

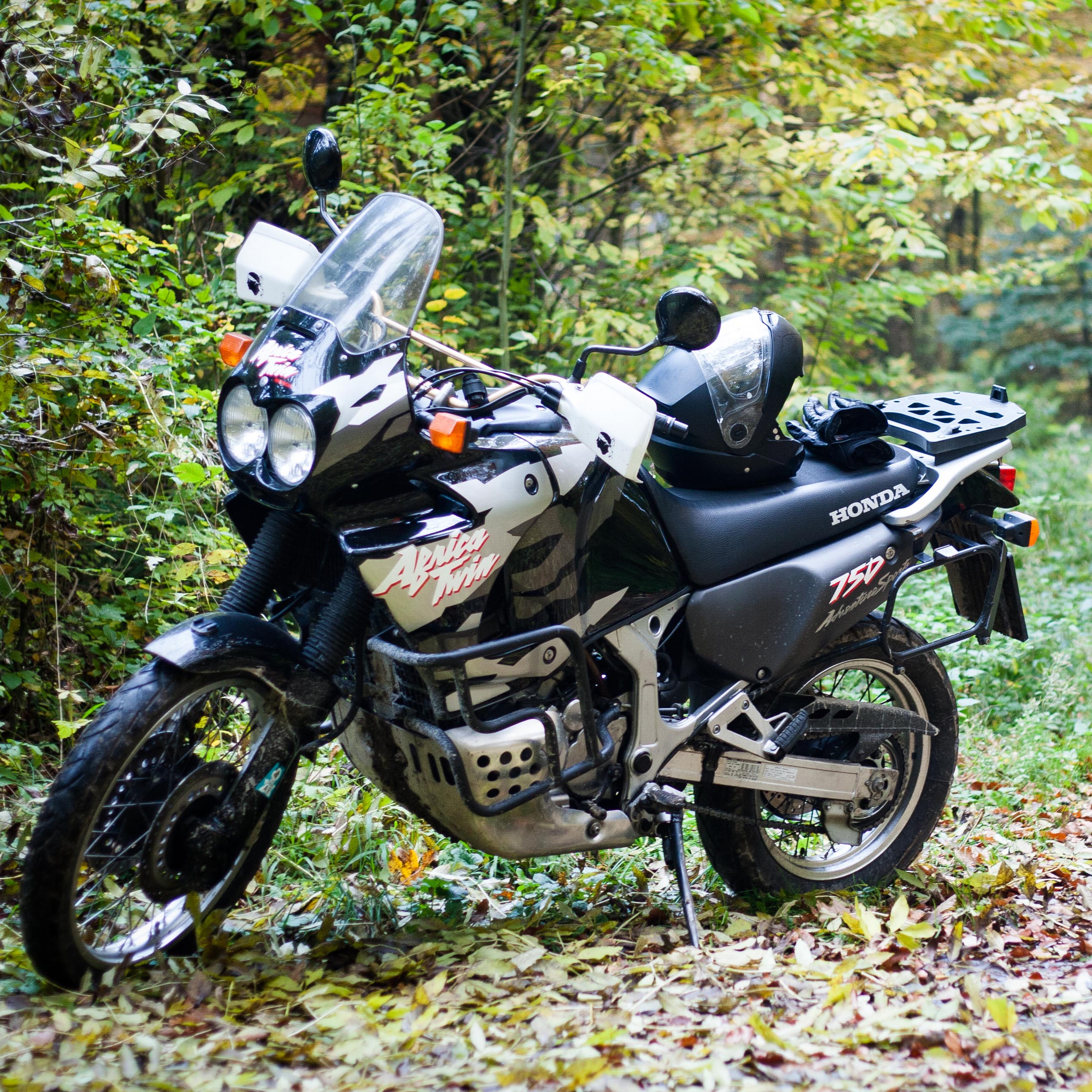
Honda XRV 750

De Honda Africa Twin XRV 750 is een motorfiets van Honda.
Het ontwerp is gebaseerd op een meervoudig winnend model uit Parijs-Dakar. Het werd voor het eerst uitgebracht in 1988 en in 1993 compleet vernieuwd. In 2003 werd het uit de handel genomen.
De XRV 750 heeft een water gekoelde  V-twin motor met 60pk. De hoge bouw en zithoogte geeft de motor een goede balans, ook op lage snelheden. Het is een zogenaamde dual purpose motorfiets, die zowel op asfalt als off-road bruikbaar is.

## Specificaties (1993)
| Model            | Honda XRV 750    |
| Bouwjaar         | 1988-2003        |
| Aantal cilinders | 2 (v-twin)       |
| Cilinderinhoud   | 742 cc           |
| Vermogen         | 42 kW (59 pk)    |
| Koppel           | 63 nm            |
| Koelsysteem      | Vloeistofkoeling |
| Tankinhoud       | 23 liter         |
| Gewicht          | 207 kg           |
| Topsnelheid      | 180 km/uur       |